# ラッペーンランタ空港
ラッペーンランタ空港（ラッペーンランタくうこう、フィンランド語: Lappeenrannan lentoasema、(IATA: LPP, ICAO: EFLP)）は、フィンランド南東部ラッペーンランタの国際空港。中心市街地やラッペーンランタ中央駅から 2.5km 南西に位置している。1918年に開港したラッペーンランタ空港は、現在も運用されているものの中ではフィンランド最古の空港である。空港の中には、カレリア航空博物館が設けられている。

## 歴史
この空港は、1918年に開港した。第二次世界大戦中の1939年から1944年にかけては、軍用飛行場として運用された。
1951年には、旅客機の運航が開始された。1960年には、現存するターミナル施設が完成した。1998年には、滑走路が全長 2,500m へ拡張された。2010年における旅客利用者数は、115,000 人であった。
2016年には、所有が国有企業のフィナヴィアから、ラッペーンランタ市が所有する非公開の株式会社であるラッペーンランナン・ラントアセマ社 (Lappeenrannan Lentoasema Oy) へ移された。2014年の時点で、この空港は、北欧諸国の空港の中で72位に位置付けられていた。
2015年10月22日からしばらくの間、この空港には定期便の就航がなかった。

## 就航航空会社と就航都市
旅客機の定期便を就航させている航空会社は以下の通り。
| 航空会社       | 就航地                                                                         |
| -------------- | ------------------------------------------------------------------------------ |
| エーゲ航空     | 季節便：ハニア                                                                 |
| ライアンエアー | ベルガモ、ベルリン・シェーネフェルト、ブダペスト、ウィーン '季節便：メミンゲン |

この他にも、ヨーロッパ各地の休暇旅行先へのチャーター便が運行されることがある。

## 統計
| 年   | 国内旅客 | 国際旅客 | 旅客者総数          | 増減     |
| ---- | -------- | -------- | ------------------- | -------- |
| 2005 | 46,536   | 3,112    | 49,648              | +1.7%    |
| 2006 | 40,779   | 8,724    | 49,503              | −0.3%    |
| 2007 | 18,948   | 4,036    | 22,984              | −53.6%   |
| 2008 | 19,056   | 4,283    | 23,339              | +1.5%    |
| 2009 | 8,265    | 5,798    | 14,063              | −39.7%   |
| 2010 | 4,190    | 56,910   | 61,100              | +324.7%  |
| 2011 | 310      | 115,957  | 116,267             | +90.3%   |
| 2012 | 112      | 93,650   | 93,762              | −19.4%   |
| 2013 | 147      | 98,153   | 98,300              | +4.8%    |
| 2014 | 325      | 89,226   | 89,551              | −8.8%    |
| 2015 | 586      | 35 206   | 35 792              | −60,0 %  |
| 2016 |          |          | 4 441               | −95,0 %  |
| 2017 |          |          | 6 215               | +39,0 %  |
| 2018 | 0        | 30 000   | （到着のみ） 30 000 | +382,7 % |
| 2019 | 175      | 80 985   | 81 160              | +203,9 % |

## 交通アクセス
空港ターミナル前から発着する路線バス（4番）が、空港と中心市街地やラッペーンランタ駅を結んでいる。タクシーも利用できる。鉄道駅からは、ヘルシンキ方面へ連絡する列車がVR、バスがサヴォンリーニャやオンニバスによって運行されている。
| バス | Lappeenranta Public Transport | 4 | ラッペーンランタ中央駅 | [ 8 ] | 60分おき |